# 文峰街道 (阜阳市)
文峰街道，是中华人民共和国安徽省阜阳市颍州区下辖的一个乡镇级行政单位。

## 行政区划
文峰街道下辖以下地区：
河滨社区、莲花社区、莲池社区、桃园社区、阜纺社区、东岳社区、文峰社区、二里井社区、奎星社区、顺昌社区、白衣桥社区、双龙桥社区和搬井社区。